# ورقة 20 جنيه إسترليني البنك الملكي الاسكتلندي
ورقة 20 جنيه إسترليني البنك الملكي الاسكتلندي هي ورقة جنيه إسترليني نقدية وهي ثالث أكبر فئة من الأوراق النقدية التي يصدرها البنك الملكي الاسكتلندي. أصدرت ورقة البوليمر الحالية في عام 2020، يظهر على وجهها صورة كاثرين كرانستون وعلى الظهر زوجان من السنجاب الأحمر.

## التاريخ
بدأ البنك الملكي الاسكتلندي بإصدر ورقة 100 جنيه استرليني في عام 1727 وهو نفس العام الذي أسس فيه البنك. كانت الأوراق النقدية المبكرة أحادية اللون وتُطبع على جانب واحد فقط. نظم قانون الأوراق النقدية (اسكتلندا) لعام 1845 إصدار البنوك الاسكتلندية الأوراق النقدية حتى استبدل بقانون البنوك لعام 2009. الأوراق النقدية الاسكتلندية هي عملة قانونية مقبولة بشكل عام في جميع أنحاء المملكة المتحدة. وهي أصلية كما الأوراق النقدية التي يصدرها بنك إنجلترا. ورقة 100 جنيه استراليني هي حاليًا أكبر فئة من الأوراق النقدية الصادرة عن بنك الملكي الاسكتلندي.
أصدرت ورقة 20 جنيه إسترليني جزء من سلسلة إيلاي أول مرة في عام 1987. على وجه الورقة صورة الورد إيلاي أول محافظ للبنك وصورة اللورد إيلي أيضًا هي العلامة المائية. تشمل عناصر التصميم الأخرى شعار البنك وواجهة منزل دونداس ومقر البنك في إدنبرة وسقف القاعة المصرفية بالمقر الرئيسي. على ظهر الورقة صورة قلعة بروديك.
أصدرت ورقة 20 جنيه إسترليني بوليمر جديدة في 5 مارس 2020 التغير الوحيد الرئيسي في التصميم هو إستبدال صورة اللورد إيلاي بالسيدة كاثرين كرانستون.

## الإصدارات
| السلسلة  | تاريخ الإصدار | اللون  | الحجم      | التصميم                                       |
| -------- | ------------- | ------ | ---------- | --------------------------------------------- |
| إيلاي    | 1987          | بنفسجي | 14×80 ملم  | الوجه: اللورد إيلاي؛ الظهر: قلعة بروديك       |
| البوليمر | 5 مارس 2020   | بنفسجي | 139×73 ملم | الوجه: كاثرين كرانستون. الظهر: سنجابان أحمران |

المعلومات مأخوذة من موقع لجنة المصرفيين الاسكتلنديين.

## روابط خارجية
- The Committee of Scottish Bankers website